# Liste der Bischöfe von Bradwell
Die Liste der Bischöfe von Bradwell stellt die bischöflichen Titelträger der Church of England, der Diözese von Chelmsford, in der Province of Canterbury dar. Der Titel wurde nach dem Ort Bradwell-on-Sea benannt.
| Liste der Bischöfe von Bradwell | Liste der Bischöfe von Bradwell | Liste der Bischöfe von Bradwell | Liste der Bischöfe von Bradwell |
| Von                             | Bis                             | Name                            | Anmerkungen                     |
| ------------------------------- | ------------------------------- | ------------------------------- | ------------------------------- |
| 1968                            | 1973                            | Neville Welch                   |                                 |
| 1973                            | 1976                            | John Gibbs                      | danach Bischof von Coventry     |
| 1976                            | 1993                            | Charles Derek Bond              |                                 |
| 1993                            | 2011                            | Laurie Green                    |                                 |
| 2012                            | 2017                            | John Wraw                       | vorher Erzdiakon von Wilts      |
| 2018                            | 2023                            | John Perumbalath                |                                 |
| 2023                            | Gegenwart                       | Adam Atkinson                   |                                 |